# Lasius lasioides
Lasius lasioides är en myrart som först beskrevs av Carlo Emery 1869.  Lasius lasioides ingår i släktet Lasius och familjen myror. Inga underarter finns listade i Catalogue of Life.